# Cyanoramphus
Cyanoramphus é um gênero de aves da família Psittacidae.
As seguintes espécies são reconhecidas: 
- †Cyanoramphus ulietanus (Gmelin, JF, 1788)[2]

- †Cyanoramphus zealandicus (Latham, 1790)
- Kakariki-das-antípodas, Cyanoramphus unicolor (Lear, 1831)
- Kakariki-fronte-vermelha, Cyanoramphus novaezelandiae (Sparrman, 1787)
- Kakariki-fronte-vermelha, Cyanoramphus hochstetteri (Sparrman, 1787)
- Periquito-da-nova-caledônia, Cyanoramphus saisseti Verreaux, J & Des Murs, 1860
- Periquito-de-norfolk, Cyanoramphus cookii (Gray, GR, 1859)
- Kakariki-fronte-amarela, Cyanoramphus auriceps (Kuhl, 1820)
- Periquito-de-peito-amarelo-da-Ilha-chatham, Cyanoramphus forbesi (Rothschild, 1893)
- Kakariki-fronte-laranja, Cyanoramphus malherbi (Souancé, 1857)